# Ponta do Barril
Ponta do Barril är en udde i Kap Verde.   Den ligger i kommunen Concelho do Tarrafal de São Nicolau, i den nordvästra delen av landet, 210 km nordväst om huvudstaden Praia.
Terrängen inåt land är huvudsakligen kuperad, men österut är den bergig. Havet är nära Ponta do Barril åt sydväst. Runt Ponta do Barril är det ganska glesbefolkat, med 39 invånare per kvadratkilometer.. Närmaste större samhälle är Tarrafal de São Nicolau, 6,5 km sydost om Ponta do Barril. 